# Gesetz über strafbare Handlungen gegen Atatürk
Das Gesetz über strafbare Handlungen gegen Atatürk (türkisch Atatürk Aleyhine İşlenen Suçlar Hakkında Kanun) vom 25. Juli 1951 stellt in der Türkei das Andenken an den Staatsgründer Mustafa Kemal Atatürk unter strafrechtlichen Schutz.

## Entstehung
Bei den Parlamentswahlen am 14. Mai 1950 setzte sich die Demokratische Partei (DP) Adnan Menderes’ gegen die von Atatürk gegründete Republikanische Volkspartei (CHP) durch. Die DP galt im Vergleich zur CHP als weniger säkular und veranlasste beispielsweise am 17. Juni 1950, dass die Gebetsrufe im Lande statt wie seit 1932 nur auf Türkisch, nun wieder auf Arabisch gerufen werden konnten. Islamistische Kreise deuteten dies als Distanzierung der Regierung von Atatürks Reformen, woraufhin es in der Folgezeit vermehrt zu Beleidigungen gegenüber Atatürk sowie zu Zerstörungen seiner Denkmäler kam. Nach anfänglicher Duldung entschloss sich die Regierung schließlich ein Gesetz über strafbare Handlungen gegen Atatürk ausarbeiten zu lassen. Gegen dieses Vorhaben erhoben sich allerdings – besonders aus den Reihen DP-Abgeordneter – ablehnende Stimmen, die mit einer Verfassungswidrigkeit solch eines Gesetzes begründet wurde, da nach Art. 69 der damaligen Verfassung „Personenvorrechte jeder Art […] verboten“ waren. Der erstellte Entwurf wurde am 7. Mai 1951 mit 146:141 Stimmen an den Ausschuss zurückverwiesen.
Nun wurde der deutsche Jurist und Rechtssoziologe Ernst E. Hirsch um ein Gutachten gebeten. Dieser argumentierte, dass der Begriff „Person“ in diesem Kontext „natürliche Person“ bedeute und diese Persönlichkeit nach dem türkischen Zivilgesetzbuch mit dem Tode ende. Folgerichtig existiere eine Person namens Atatürk nicht, womit ihr auch kein Vorrecht gewährt werden könne. Ein etwaiges Gesetz solle also nicht eine Person, sondern vielmehr das Andenken an eine Person schützen. Art. 69 der Verfassung stehe dem nicht entgegen.
Nach entsprechender Änderung wurde der Entwurf schließlich am 25. Juli 1951 angenommen und am 31. Juli 1951 im Amtsblatt verkündet. Dabei versäumte man es allerdings, auch den Titel des Gesetzes zu ändern. So müsste es eigentlich „Gesetz über strafbare Handlungen gegen das Andenken Atatürks“ heißen.

## Wortlaut
Art. 1 des Gesetzes Nr. 5816 lautet folgendermaßen:
(1) Wer das Andenken an Atatürk öffentlich beschimpft oder beleidigt, wird mit Freiheitsstrafe von einem Jahr bis zu drei Jahren bestraft.
(2) Wer Atatürk darstellende Statuen, Büsten und Denkmäler beziehungsweise das Mausoleum Atatürks zerstört, zertrümmert, beschädigt oder verschmutzt, wird mit Freiheitsstrafe von einem Jahr bis zu fünf Jahren bestraft.
(3) Wer andere Personen zu den in den obigen Absätzen erläuterten Straftaten ermuntert, wird gleich einem Täter bestraft.

## Rechtspraxis

### Verfahren
Laut dem Jahresbericht des İHD wurden im Jahr 2007 zwei Personen freigesprochen und ein Angeklagter zu einer Freiheitsstrafe von 18 Monaten verurteilt.
Am 1. August 2008 wurde das Verfahren gegen zwei Studentinnen eingestellt, die in einer Fernsehsendung äußerten, dass sie Atatürk nicht mögen. Die Staatsanwaltschaft in Beyoğlu stellte fest, dass es keine Straftat sei, Atatürk nicht zu mögen.
Ende 2008 leitete die Staatsanwaltschaft in Ankara ein Ermittlungsverfahren gegen den deutschen Hochschullehrer Ronald Mönch ein. Dieser hatte in einem Vortrag vor dem Europäischen Parlament die angewandte Gewalt bei der Niederschlagung des Dersim-Aufstands als „Verbrechen gegen die Menschlichkeit und partiellen Völkermord“ bewertet. Wäre Atatürk heute noch am Leben, so müsste er laut Mönch dafür vor Gericht gestellt werden. Letztendlich wurde keine Klage erhoben, es gab keinen Prozess und keine Verurteilung (d. h. auch keine Verurteilung in Abwesenheit).

### Internetzensur

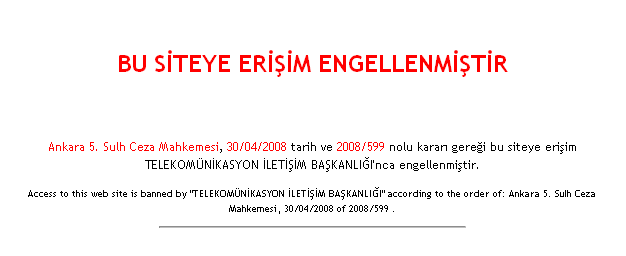
„Der Zugang zu dieser Website wurde blockiert.“

Am 6. März 2007 sperrte der Internetdienstanbieter Türk Telekom den Zugriff auf das Videoportal YouTube. Grund hierfür war die Entscheidung der 1. Kammer des Friedensgerichts in Istanbul. Maßgeblich für das Urteil war ein Video, in dem Atatürk als „schwul“ bezeichnet wurde. Nach Entfernung des besagten Videos wurde der Zugang am 9. März 2007 vorläufig wieder freigegeben.
Am 4. Mai 2007 trat das sogenannte „Internetgesetz“ in Kraft. Dieses Gesetz ermöglicht es den Gerichten den Zugang zu Internetseiten, deren Inhalt gegen bestimmte Artikel des türkischen Strafgesetzbuches sowie gegen das Gesetz Nr. 5816 verstößt, blockieren zu lassen.
Mit dieser neuen Grundlage folgten weitere Blockaden. So wurde bis Oktober 2008 der Zugang auf insgesamt 51 Seiten wegen der Beleidigung Atatürks verhindert.

## Vergleich mit dem deutschen Strafgesetz
Gesetze zum Schutz des Andenkens Verstorbener existieren auch außerhalb der Türkei. So stellt beispielsweise § 189 des deutschen Strafgesetzbuchs die „Verunglimpfung des Andenkens Verstorbener“, worunter auch die Holocaustleugnung fällt, unter Strafe. Die Anwendung erfolgt grundsätzlich nur auf Antrag (Antragsdelikt) und nur bei besonders schwerer Herabsetzung des Toten durch Beleidigung, üble Nachrede oder Verleumdung. Im türkischen Gesetz hingegen erfolgt die Strafverfolgung stets von Amts wegen (Offizialdelikt), es verlangt keine besonders schwere Herabsetzung oder Ehrenkränkung und schützt lediglich die Unantastbarkeit einer einzelnen Person.